# ماكس أندرسون (كاتب)
ماكس أندرسون (بالسويدية: Max Andersson)‏ هو فنان قصص مصورة وكاتب سويدي، ولد في 28 نوفمبر 1962 في Karesuando ‏ في السويد.

## وصلات خارجية
- ماكس أندرسون على موقع IMDb (الإنجليزية)
- ماكس أندرسون على موقع قاعدة بيانات الأفلام السويدية (السويدية)
- ماكس أندرسون على موقع قاعدة بيانات الفيلم (الإنجليزية)
- ماكس أندرسون على موقع كينوبويسك (الروسية)